# Chiesa di Santa Maria Assunta (Formigine)
La chiesa di Santa Maria Assunta è un edificio religioso situato in via Adriano Fiori a Casinalbo, frazione di Formigine in provincia di Modena. La chiesa è sede dell'omonima parrocchia dell'arcidiocesi di Modena-Nonantola.

## Storia
Il territorio di Casinalbo è sempre stato abitato fin dalla preistoria, la chiesa venne costruita sugli antichi resti di una terramara, infatti sono stati trovati resti di antiche abitazioni che sono state smantellate e che ora sono conservate nel Museo civico di Modena. Il villaggio era situato dove oggi c'è la chiesa, mentre la vasta necropoli custodiva i resti della cremazione dentro vasi cinerari seppelliti in un campo lungo via Palazzi.
Prima di avere una istituzione parrocchiale, Casinalbo era sotto la protezione di Santa Maria Assunta.
Nel 1521 la terra di Casinalbo venne elevata alla dignità di parrocchia ed il primo sacerdote che ne resse la cura fu don Giuliano Guatoli. Questi costruì la chiesa destinata a restare in piedi per 370 anni, o piuttosto la rifece dove preesisteva un primitivo edificio religioso. Dopo un altro secolo la chiesa venne nuovamente ristrutturata, al tempo di don Domenico malagoli. Sul finire dell'Ottocento, la parrocchiale si presentava come un agglomerato di piccole fabbriche di epoche diverse, con fondamenta non sempre adeguate, ed una capienza ormai insufficiente, tanto che durante le funzioni solennierano frequenti gli svenimenti di donne ed anziani per la mancanza di ossigeno, respirato da troppo convenuti e bruciato dalle candele accese. L’interno aveva le dimensioni dell’attuale navata centrale, ma più breve di due campate.
Vi erano collocati tre altari: quello principale e due laterali a metà navata. Nel 1695 il parroco don Gaspare Bonasi donò un quadro dell’Assunta da mettere in bella mostra sull’altare maggiore, in onore della vergine titolare della parrocchia. Intorno al 1800 l’altare di Sant’Antonio era crollato, quindi al suo posto troviamo, nel 1847, la cappella dei Santi Protettori, col quadro ancora esistente nella cripta.
Entrando dall’unico portale, si trovava un’acquasantiera; una seconda fu aggiunta nel 1829, gemella della prima. Entrambe sono ancora in uso nella chiesa rinnovata. Il fonte battesimale, invece, era subito dopo l’ingresso. Gli ultimi cinquanta anni di vita del vecchio tempio sono soprattutto una triste cronaca di crepe nei muri, cedimenti del pavimento, degrado degli infissi e del tetto, rovina delle strutture.

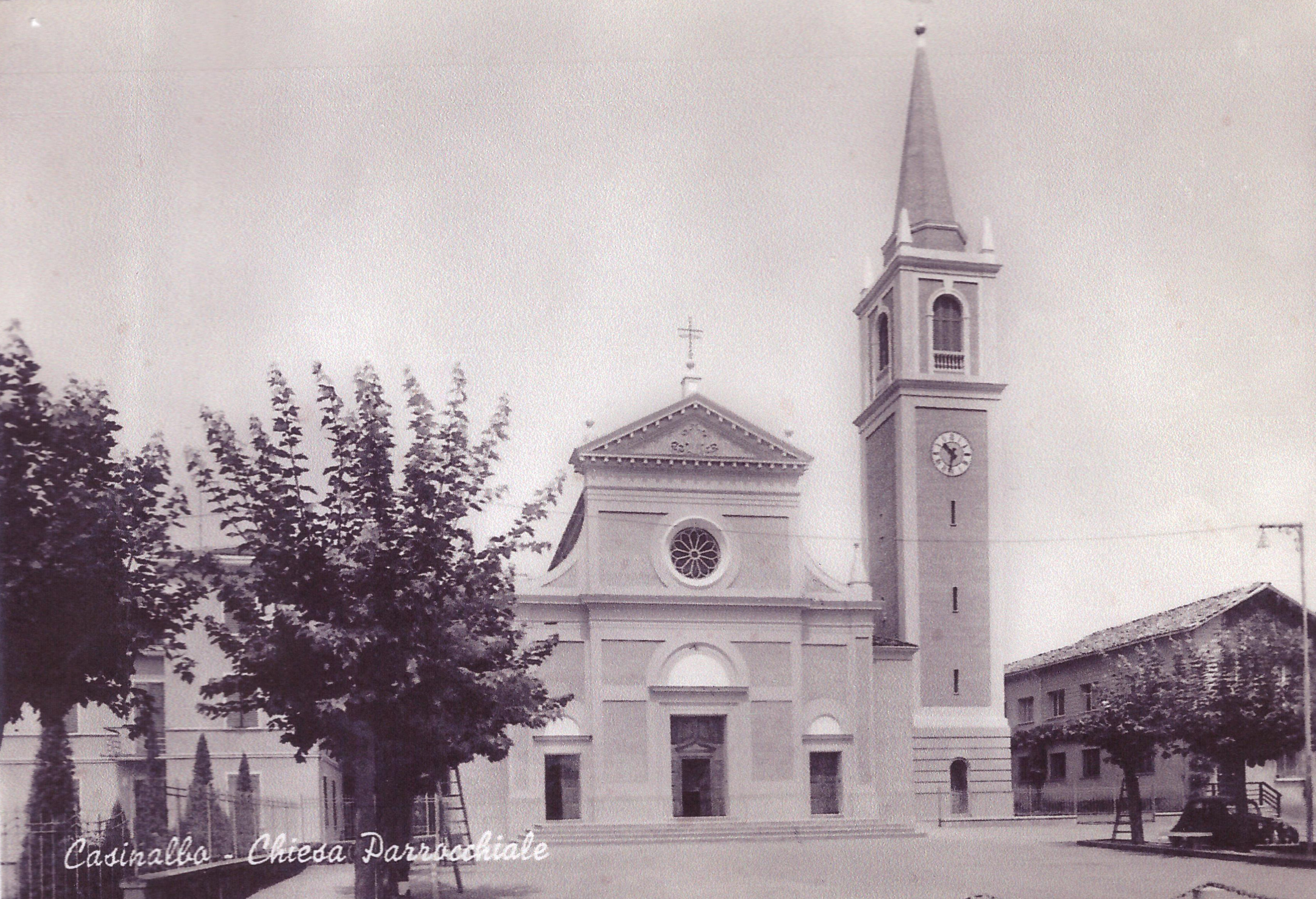
La chiesa negli anni 1960

Nel 1890 Casinalbo aveva bisogno di un nuovo edificio di culto, così il parroco di allora, Don Tommasi, che ospitava il suo caro amico Don Lamborghini, chiese a quest'ultimo, un aiuto per un nuovo progetto architettonico : la Chiesa di Casinalbo. Il progetto consisteva sostanzialmente nel mantenere in parte la vecchia chiesa, consolidarla per mezzo di pilastri destinati a sostenere il tetto centrale, mentre alle bande sarebbero state create le due navate laterali con le cappelle predisposte per accogliere altari e confessionali. Il disegno riscosse le lodi di tutti, per la sagacia con cui l'obbiettivo era stato brillantemente raggiunto con la minor spesa possibile, ma irritò i malevoli i quali accamparono il pretesto che la direzione tecnica non era qualificata, ma le acque si calmarono da lì a poco grazie all'intervento e alla disponibilità dell'ingegnere Cesare Manzini che tacitò il pregiudizio di incompetenza tecnica.
Ma nonostante i numerosi complimenti indirizzati al progetto, il disegno iniziale non fu quello definitivo: la convivenza fra l'edificio vecchio e quello nuovo creavano problemi e le fondamenta non reggevano.
Dopo varie idee fornite da più esperti si arrivò a una conclusione decisiva: si doveva demolire tutta la costruzione cinquecentesca.
Ma dallo scavo della "marna" era rimasta una profonda buca sotto il presbiterio,  si decise così di ricavarci una cripta da cui prese vita in seguito la "Chiesa Bassa".

## Descrizione

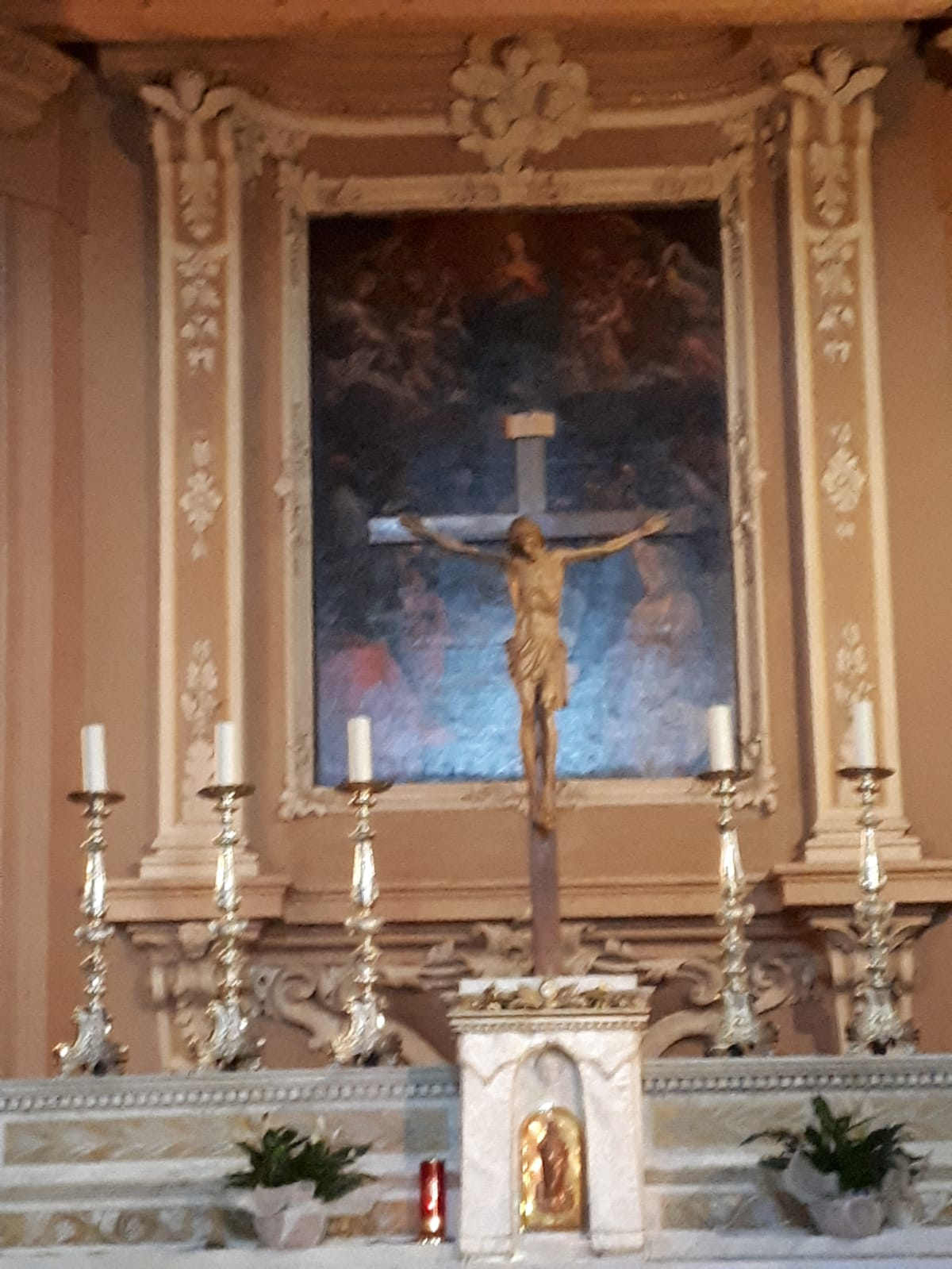
Il quadro dell'Assunta con gli angeli agli angoli scolpiti da Ermenegildo Luppi

Da segnalare all’interno delle chiesa, la metà superiore di una pala d'altare raffigurante Geminiano di Modena sorretto dagli Angeli, che, prima di essere tagliata orizzontalmente, raffigurava il Santo nell’atto di sporgersi sulla città di Modena. La figura di San Geminiano apprezzabile per la qualità pittorica è attribuita all’attività matura del pittore modenese Francesco Stringa (1635-1709), la cui produzione si rivolge alla grande tradizione pittorica emiliana (i Carracci, Guercino, Lanfranco).
La chiesa di Casinalbo fu soggetta, almeno fino alla fine del Trecento, alla Pieve di Cittanova, da cui dipendeva anche la chiesa di Formigine. L’edificio fu completamente ristrutturato nel 1521. Verso la metà dell’Ottocento si intrapresero diversi lavori di rinnovamento. Fu mozzato il campanile, che minacciava di crollare e, alla fine del secolo, si ricostruì l’antico edificio per volontà dell’allora parroco don Giuseppe Tommasi Mazzi. Il campanile, per mancanza di fondi, è stato ricostruito solo nel 1960.

## La parrocchia e la sua storia
I proprietari della terra, per secoli, erano state famiglie aristocratiche con importanti incarichi nel Ducato Estense. Due famiglie si dividevano la maggior parte del territorio: i Morano, che facevano riferimento alla imponente villa di via Carducci, ed i Levizzani 
-Scapinelli che abitavano la villa di fianco alla chiesa; questi ultimi costruirono poi la villa ora sede del club "la Meridiana". Il primo parroco, don Guaitoli, che aiutò Casinalbo a costruire la chiesa arrivò nel 1521. Dopo di che don Mazzi decise di abbaterla e ricostruirla nel 1889, perché era poco stabile. A questi lavori parteciparono anche i ragazzi, quelli più robusti, della Villa Bianchi situata di fianco alla chiesa. Tra questi ci fu Ermegildo Luppi che diventò uno degli scultori più famosi di Modena. Il campanile, per mancanza di fondi, venne ricostruito nel 1960. In epoca Romana, qualche secolo dopo, il centro era abitata, coltivata, frequentata, ma senza un vero centro urbano; però col passare del tempo, nacquero fattorie autosufficienti e con accesso al fornace per fabbricare mattoni. Con l'arrivo del Medioevo, il territorio iniziò a caratterizzarsi con manufatti e utensili ancora riconoscibili. Il nome "Casinalbo" deriva da "Casale Albini" cioè era riferito a una casa-fortezza di proprietà di un certo Albini. L'attività economica più importante, fino a metà Novecento, era l'agricoltura, che fino a un secolo prima era stata l'unica attività. I proprietari delle terre, sono state per molto tempo, famiglie aristocratiche con un importante incarico nel ducato estense. Due famiglie si dividevano la maggior parte del territorio: i Morano della importante villa in via Carducci e i Levizzani- Scapinelli che abitavano la villa di fianco alla chiesa; questi ultimi costruirono poi la villa ora sede del club "la Meridiana". Altri ritagli di terreno, non contigui, appartenevano ad enti religiosi: oltre all'esiguo beneficio parrocchiale, c'erano proprietà di monasteri, conventi, parrocchie di Modena e non solo.
I contadini erano sottoposti a contratti di diverso tipo, i più frequenti erano: l'affitto, la mezzadria, la boaria.
L'affittuario pagava un canone prestabilito, poi restava padrone dei raccolti, però se questi finivano male, ci rimetteva del suo e si rovinava. Il mezzadro forniva la metà del bestiame, parte degli attrezzi e delle sementi oltre la forza lavoro, il resto lo metteva il padrone della terra. Era dimezzato il profitto, ma anche il rischio in caso di mala annata. Il boaro non aveva niente, all'infuori delle proprie braccia. Riceveva un compenso bastante alla sola sopravvivenza, a discrezione del padrone del terreno, ed essendo sempre analfabeta, poteva essere imbrogliato dal datore di lavoro, facilmente ma non necessariamente.
C'era però chi stava peggio: i braccianti stagionali, che lavoravano continuativamente solo in occasione della mietitura, della vendemmia, o di altri lavori legati al raccolto o alla preparazione della terra; i braccianti giornalieri erano assunti per lavori occasionali: un parroco li chiama "taglialegna" perché uno dei loro impieghi ricorrenti consisteva nel sradicare alberi e farli a pezzi; infine c'erano i servitori, che vivevano e faticavano in una famiglia di contadini in cambio di un piatto di minestra e di un giaciglio nel fienile.
La popolazione oscillava suppergiù intorno alle cinquecento unità fino al XVIII secolo, il minimo fu toccato dopo la peste del Seicento, quando morì più della metà delle persone e venne raddoppiato il cimitero, che prima occupava metà del sagrato, poi si scavarono fosse nel terreno già coltivato ad orto, dove ora sorgono la canonica e l'oratorio.
All'inizio del Settecento le case erano 67, di cui sette ville. A fine Ottocento erano censite 133 case comprese 27 ville, per 1 300 abitanti. Le case coloniche erano spesso fatte coi sassi di fiume e tetto di assi appoggiate su travi e travetti, e sopra le tegole. Non è da escludere che altre parti delle abitazioni fossero di legno. È documentato in una relazione tecnica che l'osteria del Seicento aveva un portico di legno, paramento murario di sasso con angoli di mattoni. I sassi sono ancora visibili nelle cantine, dove sono stati riutilizzati nella ricostruzione ottocentesca.
Innanzi tutto, l'immobilismo era stato determinato dall'economia: il territorio poteva nutrire quel numero di persone e non di più, inoltre l'elevata mortalità, soprattutto infantile, non consentiva la crescita demografica. A partire dalla fine del Seicento, ma specialmente nel secolo successivo, vennero fatti dei progressi nel campo dell'alimentazione, dell'igiene, della medicina e delle tecniche agricole.
Vennero recuperati a coltura tutti i terreni utili, risanando acquitrini, disboscando sterpaglie, bonificando, poi vennero selezionate le specie vegetali, utilizzando quelle più redditizie, ad esempio un tempo le spighe di grano avevano molti chicchi in meno rispetto a quelle attuali. La patata conosciuta dai tempi di Cristoforo Colombo, era ancora usata quasi solo come cibo per i maiali.
Venne ridotta l'incidenza delle malattie delle piante e degli animali allevati, o almeno si diede inizio a questo processo che dura tuttora. Rinforzando il fisico con una migliore alimentazione e conducendo una vita più salubre, vennero contenute le malattie epidemiche e la mortalità.
Tutto questo, a Casinalbo, fece aumentare la popolazione del 20% circa.
L'innovazione decisiva fu però l'eliminazione del maggese. Si trattava di una tecnica già praticata nel mondo antico: la terra era coltivata un anno si e un anno no, lasciandola a riposo per rigenerarsi: vi mandavano le pecore a pascolare, che intanto concimavano naturalmente. Il raccolto era evidentemente dimezzato rispetto alle potenzialità.